# John Adams (lázadó)
John Adams (1767. december 4. – 1829. március 5.) angol tengerész, a Bounty egyik lázadója és egyben utolsó túlélője, a pitcairni közösség egyik alapítója. Az Alexander Smith álnevet is használta, vélhetően a hatóságoktól való félelmében.
London külvárosában, Hackney kerületben született. A lázadásban betöltött szerepét homály fedi. Hosszú bolyongás után telepedtek le a Pitcairnen, ahol a sziget vezetője először Fletcher Christian, a lázadás főkolomposa lett. A lázadók és a tahiti férfiak, valamint nők halászattal, mezőgazdasággal és gyűjtögetéssel tartották fenn magukat, de sokukat megrontotta az alkohol, marakodások ütötték fel fejüket és ilyenformán többen vesztették életüket, egyebek mellett Christian is. Adams, valamint Ned Young, Matthew Quintal és William McCoy lettek a közösség vezetői. McCoy újból alkoholizálásra csábította az embereket, majd részegen lezuhant egy szikláról. Mikor az alkohol megint fogyóban volt, akkor a részeg Quintal kezdett el dühöngeni, hogy megöl mindenkit, ezért Adams és Ned Young önvédelemből megölték.

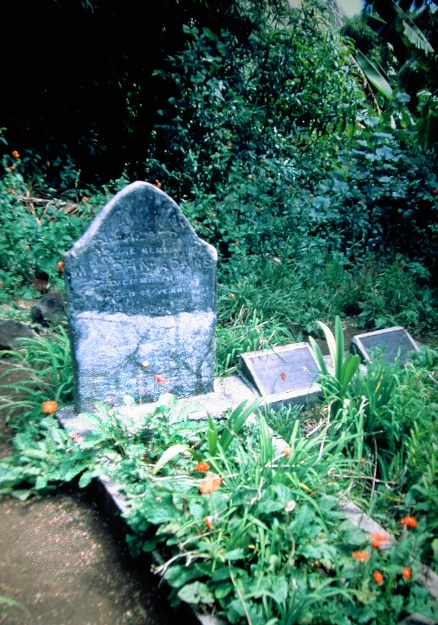
John Adams sírja Pitcairnen

Adams és Young magára maradt a tahiti nőkkel, valamint lázadók gyerekeivel. Az eddigi esetből tanulva Adams a birtokukban levő angol bibliával megalapozták a közösség törvényeit és erkölcseit, földműveléssel foglalkoztak, s írni-olvasni tanították a gyerekeket. Young asztma következtében, békében halt meg, Adams pedig folytatta a közösség vezetését. 1808-ban talált rájuk a Topaz nevű angol hajó, amely beszámolt Adamsről Nagy-Britanniának. Adams 1825. december 17-én kegyelmet nyert az angol királytól és négy év múlva szabad emberként halt meg a szigeten. Pitcairn fővárosa, Adamstown viseli ma a nevét. Teio nevezetű tahiti feleségétől egy fia, George született.